# Lanatosphaera porinicola
Lanatosphaera porinicola är en svampart som beskrevs av Matzer 1996. Lanatosphaera porinicola ingår i släktet Lanatosphaera, klassen Dothideomycetes, divisionen sporsäcksvampar och riket svampar.   Inga underarter finns listade i Catalogue of Life.